# Веселець (Разградська область)
Веселе́ць (болг. Веселец) — село в Разградській області Болгарії. Входить до складу общини Завет.

## Населення
За даними перепису населення 2011 року у селі проживали 978 осіб.
Національний склад населення села:
| Національність   | Кількість осіб | Відсоток |
| ---------------- | -------------- | -------- |
| турки            | 643            | 82,4%    |
| болгари          | 39             | 5,0%     |
| цигани           | 16             | 2,1%     |
| інша             | 0              | 0%       |
| не визначились   | 82             | 10,5%    |
| Всього відповіли | 780            |          |

Розподіл населення за віком у 2011 році:
Динаміка населення: